# Karol Štajer
Karol Štajer (7. června 1922 Dolný Kubín – 30. prosince 2014 Cífer) byl slovenský fotbalový brankář.

## Fotbalová kariéra
Odchovanec Baníku Ostrava. V československé lize hrál za TŠS/Kovosmalt Trnava. Nastoupil v 69 ligových utkáních. Ligovou kariéru ukončil po vážnějším zranění kolena.

## Ligová bilance
| Ročník                                     | Zápasy | Góly | Minuty | Nuly | Klub             |
| ------------------------------------------ | ------ | ---- | ------ | ---- | ---------------- |
| Státní liga 1947/48                        | –      | 0    | –      | –    | TŠS Trnava       |
| Státní liga 1948                           | –      | 0    | –      | –    | TŠS Trnava       |
| Celostátní československé mistrovství 1949 | –      | 0    | –      | –    | Kovosmalt Trnava |
| Celostátní československé mistrovství 1950 | –      | 0    | –      | –    | Kovosmalt Trnava |
| CELKEM                                     | 69     | 0    | –      | –    |                  |